# آیدیاورکس گیم استودیو
آیدیاورکس گیم استودیو (انگلیسی: Ideaworks Game Studio) شرکت بازی ویدئویی بریتانیایی است، که در سال ۱۹۹۸ تأسیس شد.